# 短背鰭合鰓鰻
短鳍合鳃鳗（学名：Synaphobranchus brevidorsalis），又名短背鰭合鰓鰻，为合鳃鳗科合鳃鳗属的一种鱼类。分布于印度洋非洲东北部至西太平洋以及东海冲绳海槽等。该物种的模式产地在新几内亚北部海区。